# آینا کوسودا
آینا کوسودا (انگلیسی: Aina Kusuda; ۱ فوریهٔ ۱۹۸۹ – ) صداپیشه، و خواننده اهل ژاپن بود.